# فورت ریلی نورت (کانزاس)
فورت ریلی نورت (به انگلیسی: Fort Riley North) شهری در ایالت کانزاس کشور ایالات متحده آمریکا است که جمعیت آن در سرشماری سال ۲۰۱۰ میلادی، ۷٬۷۶۱ نفر بوده‌است.